# 아밀라리아 뿌리썩음병
아밀라리아 뿌리썩음병 (Armillaria root rot)은 미국, 대한민국, 캐나다 등지에서 발생하는 병이다.

## 병원균
일년생 주름버섯의 일종으로 담자균류에 속하며, 담자포자를 형성한다. 아밀라리아 뿌리썩음병을 일으키는 병원균으로 뽕나무버섯속에 속하는 뽕나무버섯(Armillaria mellea)과 근연종인 뽕나무버섯부치(A. tabescens), A. ostoyae, A. gallica 등 4종이 분포하는 것으로 알려져있다.

## 피해
세계적으로 수백 종의 목본 및 초본에 발생해서 큰 피해를 주는 병으로 뿌리에 형성된 근상균사다발이 주변 나무의 뿌리에 침입해 감염이 이루어진다. 또한 병든 나무 뿌리와 건전한 나무 뿌리의 직접적인 접촉에 의해서도 전염된다. 벚나무와 잣나무, 소나무, 느티나무, 가문비나무, 낙엽송, 자작나무, 오동나무 등 활엽수 및 침엽수 등에 피해를 준다. 대한민국에서 잣나무 집단 생육지 등에서 피해가 발생하기도 한다.

## 병징 및 표징
뿌리와 줄기 밑둥 부분이 침해를 받으며, 병에 걸린 나무는 봄부터 가을 잎 전체가 천천히 또는 급격히 누렇게 되면서 말라죽는다. 발병해서 나무가 말라죽기까지는 나무의 종류와 크기에 따라 짧게는 수개월, 길게는 수년이 걸리기도 한다. 병든 나무의 줄기 밑둥이나 굵은 뿌리의 수피를 벗기면, 목직부의 표면과 수피의 뒷면을 버섯 냄새가 나는 하얀 막 같은 균사층이 뒤덮고 있다. 또 목질부와 뿌목 표면에 굵기 1~3mm 정도 되는 갈색~흑갈색의 가느다란 철사 같은 근상균사다발이 얽혀 붙어 있을 때도 있다. 또한 병든 뿌리목 주위의 땅속에도 근상균사다발이 종횡으로 넓게 퍼져있다. 소나무나 잣나무 같은 침엽수는 병든 나무의 뿌리목과 줄기밑둥에서 많은 양의 송진이 흘러나와 하얗게 굳는다. 초가을에는 병든 나무의 줄기 밑둥이나 뿌리에 병원균의 자실체(버섯)가 다발을 지어 발생한다.

## 특징
산성 토양에서 주로 발생하고 저병원성으로 스트레스 등 다른 요인으로 수세가 약해진 상태에서 발생하여 감염 나무는 고사한다.